# Lung Chien
Lung Chien (chinês tradicional: 劍龍, Chien Lung; também conhecido como Kim Lung, 1916 - Taipei, 28 de maio de 1975) foi um ator e cineasta de Hong Kong, especializado em filmes de artes marciais.

## Filmografia

### Como diretor
- Fatal Strike (1974)
- Gold Snatchers (1973)
- Wang Yu, King of Boxers (1973)
- The Angry Hero (1973)
- A Violência do Leopardo (1972)
- Massacre Final (1972)
- A rainha do karaté (1972)̽
- Extreme Enemy (1971)
- Struggle Karate (1971)
- Ghost Lamp (1971)
- The Bravest Revenge (1970)
- The Darkest Sword (1970)
- Golden Sword and the Blind Swordswoman (1970)
- The Ringing Sword (1969)
- Knight of the Sword (1969)
- Flying Over Grass (1969)
- Dragon Tiger Sword (1968)
- Dragon Inn (1967)
- Queen of Female Spies (1967)
- The Wandering Knight (1966)
- Malaysian Tiger (1966)

### Como ator
- 1956: Yun He Xun Qing Ji
- 1957: Wanhua Skeleton Incident
- 1957: Murder at Room 7, Keelung City
- 1957: Mei Ting En Chou Chi
- 1962: Five Difficult Traps
- 1963: Father Tiring Child
- 1964: Ba Mao Chuan
- 1965: Three Beautiful Blind Female Spies
- 1971: Darkest Sword
- 1973: Wang Yu, King of Boxers
- 1976: Calamity